# Landbuch von Stammbach
Das Landbuch von Stammbach ist ein spätmittelalterliches Besitzverzeichnis der unmittelbaren Umgebung von Stammbach. Es befindet sich im Staatsarchiv Bamberg.
Das Landbuch uber Stanbach ist eine Beschreibung vom Ende des 15. Jahrhunderts und wurde wahrscheinlich um 1535 schriftlich verfasst. Karl Walter aus Eckersdorf hat das Buch 1997 transkribiert und mit Anmerkungen versehen.
In der Zeit um 1500 entstanden in der Region mehrere markgräfliche Landbücher, darunter das Landbuch der Sechsämter und das Landbuch von Hof. Sie entstanden in der Zeit des Brandenburg-Kulmbacher Markgrafen Friedrich II., der in seinen Verwaltungsgliederungen Amtmänner einsetzte.
Das Landbuch gibt genaue Einblicke in Rechtsverhältnisse und nennt Besitzer von Häusern und Höfen und deren Lehensbeziehungen. In Stammbach zeigt sich der Einfluss des Klosters Himmelkron, der von Waldenfels, der von Wallenrode, der Rabensteiner von Wirsberg und der von Reitzenstein. Der Ort verfügte über sieben Hutwiesen, die als Allmende (genauer: Peunt) gemeinschaftlich genutzt werden durften, ebenso die Triebwege. Neben Stammbach gibt das Landbuch Auskunft über die Orte Fleisnitz, Tennersreuth und Lösten. Mehrere Angaben beziehen sich auf die Wüstung Goppelsdorf nahe dem Senftenhof.
In Fleisnitz waren mehrere Familien Ott und eine Familie Mulnner ansässig. Aus der Mitte des 15. Jahrhunderts ist der Einfluss der von Sparneck und der Wallenrode überliefert, unter den Sieglern waren Friedrich von Sparneck, sein Bruder Rüdiger und Hans auf Burg Stein. Dies bestätigen auch zwei umfangreiche Belehnungsurkunden König Sigismunds von 1417 und 1437 mit dem Stammgebiet für Rüdiger und 1437 auch für seinen Bruder Friedrich von Sparneck, die auch Anteile an Fleisnitz nennen.